# Hamish Hamilton (director)
Hamish Hamilton (nacido como Mark Hamilton ; 8 de abril de 1966) es un director británico. Ha dirigido el espectáculo de medio tiempo del Super Bowl anualmente desde 2010. También ha dirigido los Premios de la Academia y los MTV Video Music Awards, y ha trabajado con artistas musicales como Mariah Carey, Eminem, Madonna, The Who, U2 y otros. Ha dirigido las ceremonias olímpicas de apertura y clausura de los juegos de verano de Londres 2012 y lo hará nuevamente para los juegos de verano de Tokio en 2021.

## Vida y carrera
Hamilton nació en Blackpool, Reino Unido. Su carrera comenzó en BBC Scotland, donde se formó como productor y director. Sus primeros trabajos incluyeron una temporada en la dirección de la aclamada serie de viajes de la BBC Rough Guide to the World . Mientras estaba en BBC Manchester, comenzó a dirigir programas de entretenimiento basados en estudios, incluido The Sunday Show . Hamilton también es socio de Done + Dusted, una compañía de producción de eventos en vivo televisados a nivel mundial.
En febrero de 2010, después de 15 años dirigiendo prominentes proyectos de televisión y DVD multicámara, dirigió la 82.ª edición de los Premios de la Academia . y el espectáculo de medio tiempo del Super Bowl . Ha dirigido DVD de conciertos en vivo para U2, Beyoncé, Robbie Williams, Britney Spears, The Rolling Stones, Peter Gabriel, Justin Timberlake, Madonna, Jennifer Lopez, Christina Aguilera, Bryan Adams, Avril Lavigne, Mötley Crüe y Phil Collins . Sus créditos en programas de premios incluyen los MTV Video Music Awards, MTV Europe Music Awards y Victoria's Secret Fashion Shows entre 2003 y 2015.
En 2012, dirigió la televisión de las ceremonias de apertura y clausura de los Juegos Olímpicos y Paralímpicos de Londres 2012.
Fue galardonado con el premio BAFTA Special Award en los British Academy Television Craft Awards el 28 de abril de 2013. Hamilton ganó un segundo premio BAFTA por la dirección multicámara de las ceremonias de apertura de los Juegos Olímpicos de Londres, y fue nominado para un Emmy. recibió un doctorado de la Universidad de Stirling, Stirling el 25 de junio de 2019

## Videografía seleccionada
- MTV Europa - Visión de rayos X (1996)
- Beastie Boys - Live in Glasgow (1999)
- Rammstein - Live aus Berlin (1999)
- Melanie C - Northern Star (1999) (documental)
- Spice Girls - ¡ En concierto! (2000)
- U2 - U2: Elevation Live desde Boston (2001)[9]
- Madonna - Drowned World Tour 2001 (2001)
- U2 - U2 Go Home: Live from Slane Castle, Irlanda (2003)
- Jay-Z - En concierto (2003)
- Phil Collins - Finalmente. . . El primer tour de despedida (2004)
- Robbie Williams - Live at Knebworth / What We Did Last Summer (2003)
- Peter Gabriel - Creciendo en vivo (2003)
- Madonna - Gira mundial de reinvención: ¡Levántate Lisboa! (2004) (no emitido)
- Britney Spears - Britney Spears en vivo desde Miami (2004)
- Eminem - Live from New York City (2005)
- Simply Red- Grabado en vivo en El Gran Teatro, La Habana
- U2 - Vertigo 05: En vivo desde Milán (2006)
- Rammstein - Völkerball (2006)
- Los Rolling Stones - The Biggest Bang (2007)
- Christina Aguilera - Back to Basics: Live and Down Under (2008)
- Josh Groban - Awake Live (2008)
- Neil Diamond - Hot August Night / NYC: En vivo desde el Madison Square Garden (2009)
- The Who - espectáculo de medio tiempo del Super Bowl XLIV (2010)
- Academia de Artes y Ciencias Cinematográficas : 82a edición de los Premios de la Academia
- Madonna - espectáculo de medio tiempo del Super Bowl XLVI (2012)
- Juegos Olímpicos y Paralímpicos de Londres 2012 - Ceremonias de apertura y clausura (2012)
- Beyoncé - Espectáculo de medio tiempo del Super Bowl XLVII (2013)
- Bruno Mars - espectáculo de medio tiempo del Super Bowl XLVIII (2014)
- Academia de Artes y Ciencias Cinematográficas - 86a Entrega de los Premios de la Academia
- Katy Perry - espectáculo de medio tiempo del Super Bowl XLIX (2015)
- Academia de Artes y Ciencias Cinematográficas - 87 Premios de la Academia
- Coldplay - espectáculo de medio tiempo del Super Bowl 50 (2016)
- Beyoncé - La gira mundial de la formación (2016)
- Alicia Keys - Aquí en Times Square (2016)
- Lady Gaga - espectáculo de medio tiempo del Super Bowl LI (2017)
- Ariana Grande - One Love Manchester (2017)
- Justin Timberlake - espectáculo de medio tiempo del Super Bowl LII (2018)
- Academia de Artes y Ciencias de la Televisión - 70 ° Primetime Emmy Awards (2018)
- Los Carters - OTR II (2018)
- Maroon 5 - espectáculo de medio tiempo del Super Bowl LIII (2019)
- Academia de Artes y Ciencias de la Televisión - 71 ° Primetime Emmy Awards (2019)
- Jennifer Lopez, Shakira - espectáculo de medio tiempo del Super Bowl LIV (2020)
- ABC - La familia de Disney cantando (2020)
- Academia de Artes y Ciencias de la Televisión - 72 ° Primetime Emmy Awards (2020)